# Синезобый краснохвостый попугай
Синезобый краснохвостый попугай (лат. Pyrrhura cruentata) — птица семейства попугаевых.

## Внешний вид
Один из самых больших попугаев из рода пирруровых, длина тела 28—30 см. Основная окраска тёмно-зелёная. Оперение головы с голубым оттенком и с «шапочкой» чёрно-бурого цвета. В верхней части щёк, около глаз имеются пятна красно-бурого цвета, возле ушей — жёлто-бурые. Верхняя часть груди и горло синие. В нижней части спины, на крестце имеются небольшие вкрапления красных перьев. Средняя часть живота и поясница кроваво-красные. Лопатка красная, часть живота светло-голубого цвета. Внешние маховые перья тоже голубые. Верхняя сторона хвоста оливковая, а нижняя медно-красная.

## Распространение
Эндемик Бразилии. Обитает в штатах Баия, Эспириту-Санту, Минас-Жерайс и Рио-де-Жанейро.

## Образ жизни
Об образе жизни этого попугая известно мало. Населяет влажные прибрежные леса, опушки леса, иногда также области корчевания и сельскохозяйственные земли. Живут, предположительно, группами от 4 до 10 птиц. Питаются главным образом фруктами, семенами, цветами и ягодами.

## Размножение
Гнездятся в дуплах деревьев. В кладке от 4 до 6 яиц. Насиживание длится около 3 недель.

## Угрозы и охрана
Из-за вырубки тропических лесов в районах обитания попугая, стал редким и сохранился только в отдельных участках леса, в частности в национальных парках Тижука и Монти-Паскуал, в биологическом заповеднике Сооретама и в частном заповеднике Клабин-Фарм. Формально в Бразилии считается охраняемым видом.